# Julián Aguirre
Julián Aguirre (ur. 28 stycznia 1868 w Buenos Aires, zm. 13 sierpnia 1924 tamże) – argentyński kompozytor i pianista.

## Życiorys
Dzieciństwo spędził wraz z rodziną w Hiszpanii. Uczył się w Conservatorio Real w Madrycie, jego nauczycielami byli Dámaso Zabalza i Carlos Beck (fortepian) oraz Emilio Arrieta i José Aranguren (kompozycja). Po powrocie do Argentyny w 1887 roku działał jako pedagog, wykładał w Conservatorio de Música de Buenos Aires. Badał, zbierał i opracowywał ludową twórczość muzyczną, wydał zbiory Aires nacionales argentinos i Aries criollos. W latach 1920–1924 pisał artykuły i recenzje do czasopisma „El Hogar”. W 1960 roku został patronem konserwatorium w Banfield.
Jego twórczość, utrzymana w stylistyce romantycznej, reprezentuje nurt narodowy w muzyce argentyńskiej. Pisał głównie utwory na fortepian, obficie czerpiąc z tradycyjnych melodii ludowych.

## Ważniejsze kompozycje
(na podstawie materiałów źródłowych)

### Utwory orkiestrowe
- Preambulo, Triste y Gato (1910)
- suita Belkiss (1910)
- suita De mi País (1916)

### Utwory fortepianowe
- taniec Huella (1917), zorkiestrowany przez Ernesta Ansermeta 1930
- taniec Gato (1918), zorkiestrowany przez Ernesta Ansermeta 1930

### Muzyka do sztuk scenicznych
- Atahualpa (1897)